# Les Trois Mousquetaires (bande dessinée)
Pour les articles homonymes, voir Les Trois Mousquetaires (homonymie).
Cet article possède un paronyme, voir Les Mousquetaires (bande dessinée).
Les Trois Mousquetaires est une série de bande dessinée écrite par Michel Dufranne et Jean-David Morvan d'après le roman éponyme d'Alexandre Dumas, dessinée par l'Espagnol Rubén et mise en couleurs par Marie Galopin. Elle a été publiée par Delcourt entre 2007 et 2010.
Il s'agit d'une des nombreuses séries de bande dessinée adaptée du roman. Cette adaptation se veut « tout public » et plus proche des textes originaux que de la réalité historique.

## Historique
Lancée en 2007 concomitamment à la collection « Ex-Libris » des éditions Delcourt, cette série en quatre volumes a été publiée jusqu'en 2010. 
Les éditions du Long Bec publient une intégrale en noir et blanc en 2018 puis c'est Delcourt qui publie une intégrale en couleurs en 2019.

## Liste des albums
- Les Trois Mousquetaires, Delcourt, coll. « Ex-Libris » :

1. 2007  (ISBN 978-2-7560-0213-2)[3].
2. 2007  (ISBN 978-2-7560-0959-9).
3. 2008  (ISBN 978-2-7560-0960-5).
4. 2010  (ISBN 978-2-7560-1536-1).

- Les 3 Mousquetaires, Éditions du Long Bec, coll. « Le Blanc et le Noir », 2018  (ISBN 979-10-92499-91-9). Intégrale en noir et blanc.
- Les Trois Mousquetaires, Delcourt, coll. « Ex-libris », 2019  (ISBN 978-2-413-02486-6). Intégrale en couleurs.